# Альва Мюрдаль
Альва Мюрдаль (швед. Alva Myrdal; 31 січня 1902, Уппсала — 1 лютого 1986, Стокгольм) — шведська дипломатка, політична діяйка й соціологиня; лауреатка Нобелівської премії миру 1982 р.

## Біографія
У 1924 р. закінчила бакалаврат Стокгольмського університету. Довгий час працювала в системі ЮНЕСКО; займалася проблемами роззброєння.
З 1924 року її чоловік Гуннар Мюрдаль — лауреат Нобелівської премії з економіки.
Доньки — Сіселла Мюрдаль-Бок (нар. 1934 р.), професор філософії Гарвардського університету, і соціологиня Кай Фелстер, син Яна Мюрдаль.